# 斯图狄奥斯修道院

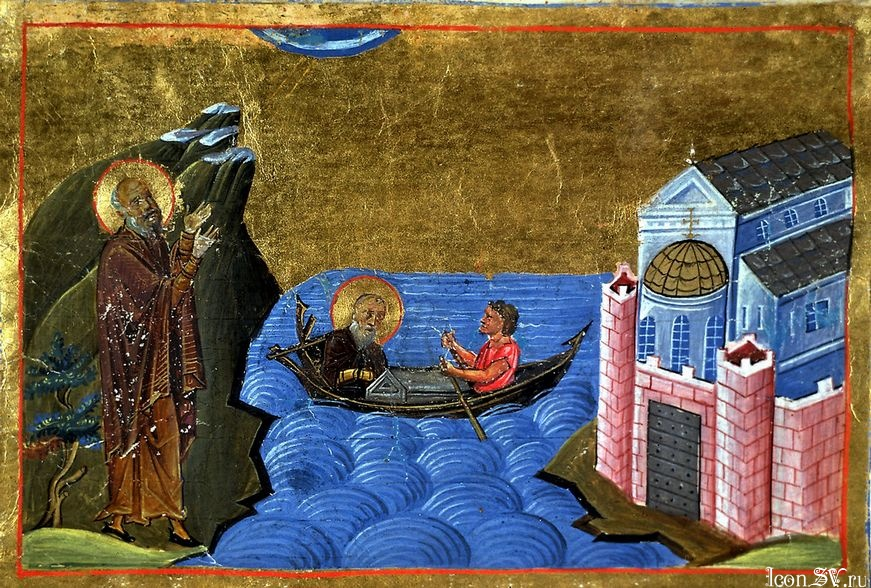
拜占庭插图，描绘斯图狄奥斯修道院和马尔马拉海

斯图狄奥斯先驱者圣约安修道院（希腊语 Μονή του Αγίου Ιωάννη του Προδρόμου «εν τοις Στουδίου»
Monē tou Hagiou Iōannē tou Prodromou "en tois Stoudiou")是拜占庭帝国首都君士坦丁堡（现代伊斯坦布尔）历史上最重要的修道院。该修道院已被废弃五百多年，但是直至今日，阿索斯山的修士和许多其他东正教世界的修道院均效法其制度。
斯图狄奥斯修道院的废墟位于离马尔马拉海不远的萨马提亚（Psamathia）社区。它由一个在君士坦丁堡定居的罗马执政官弗拉维乌斯·斯图狄乌斯（Flavius Studius）创建于462年，供奉施洗约安。

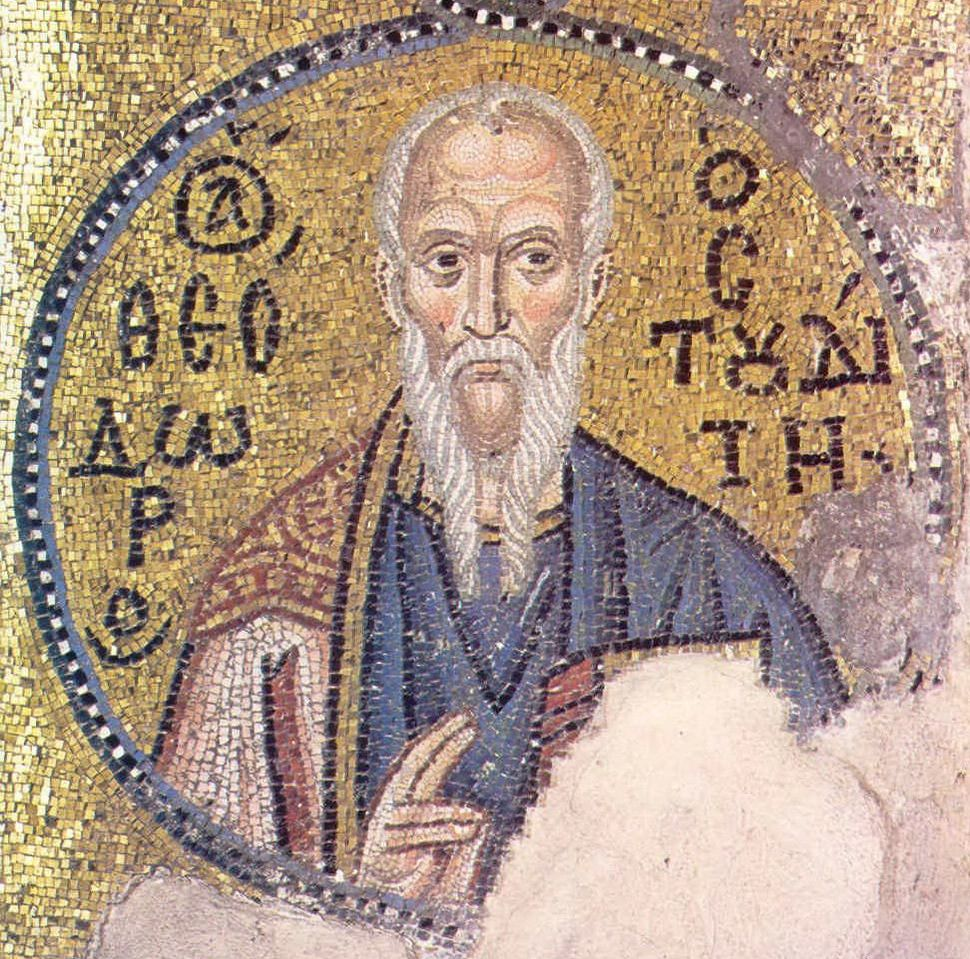
希俄斯新修道院11世纪镶嵌画

1204年，斯图狄奥斯修道院被十字军摧毁，直到1290年才完全修复。当时修道院内约有700名修士。修道院的主要部分在1453年君士坦丁堡的陷落时被毁，修道院唯一幸存的部分是建于5世纪的巴西利卡式样的圣约安教堂，也许是伊斯坦布尔最古老的教堂，被改为伊姆拉赫尔清真寺（İmrahor Camii，意为马棚清真寺)。此后又遭到1782年和1920年的大火，以及1894年伊斯坦布尔地震的破坏，也沦为废墟。
地震以后，一批俄国拜占庭学者，在费奥多尔·乌斯片斯基（Fyodor Uspensky）领导下，在修道院的土地上建立了俄国考古学会，但其活动在1917年俄国革命后被取缔。在随后的几十年中，修道院建筑群的废墟被当地居民抢走，用于修复他们的房子。教堂建筑目前是一个博物馆，同时也被民居占用。
斯图狄奥斯修道院的文物部分保存在威尼斯、梵蒂冈、莫斯科以及大英图书馆。

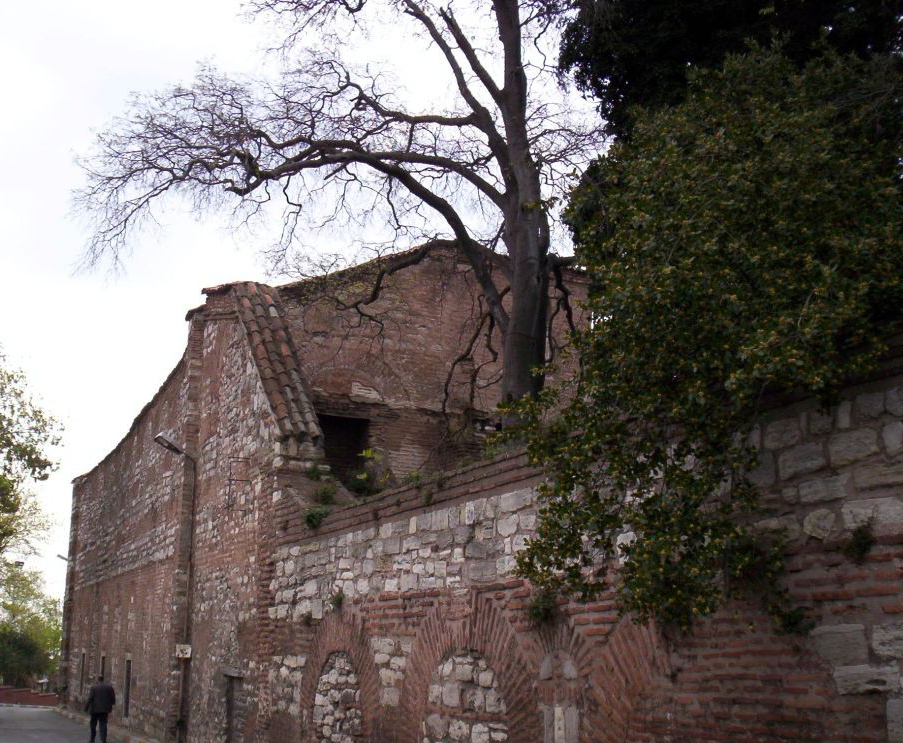
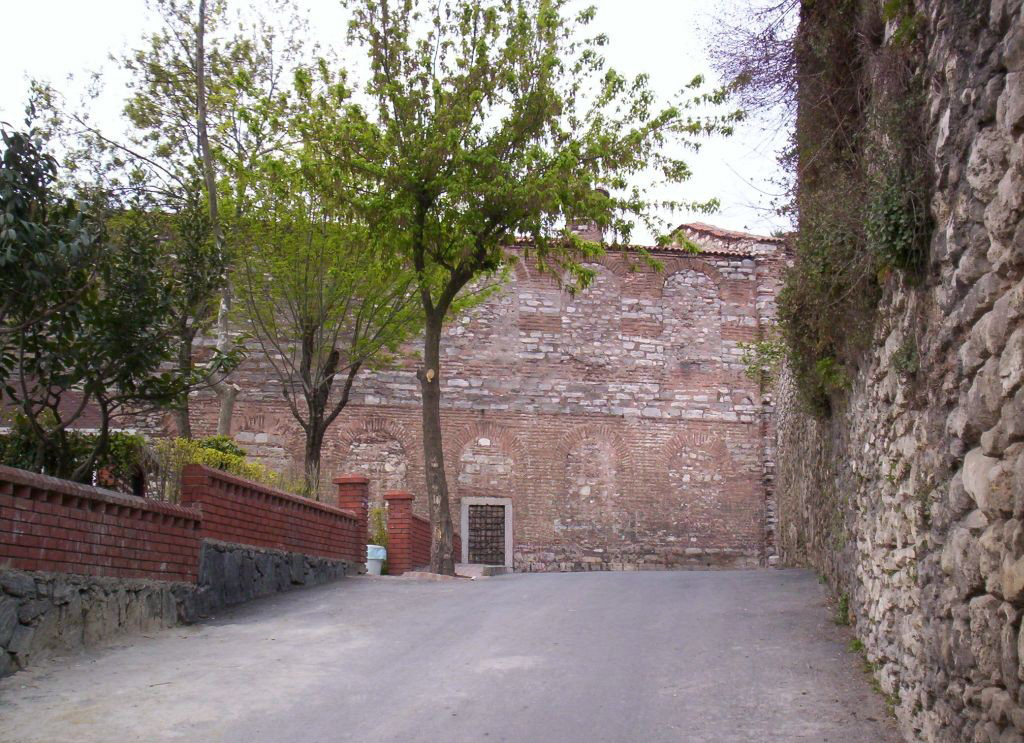
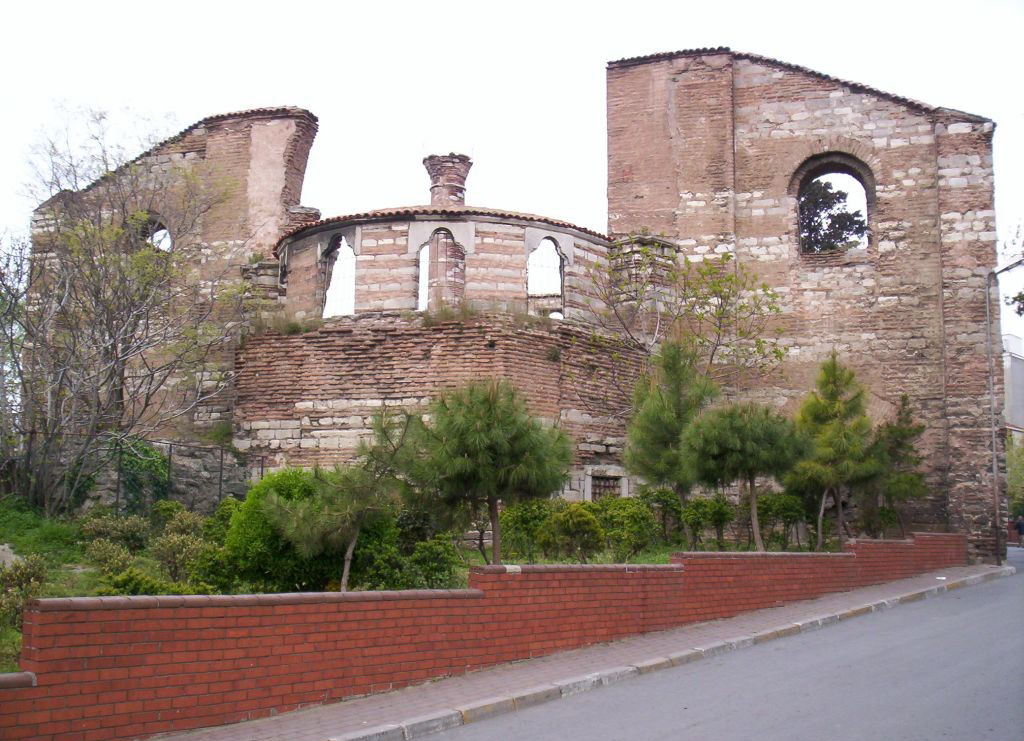